# エリコの壁

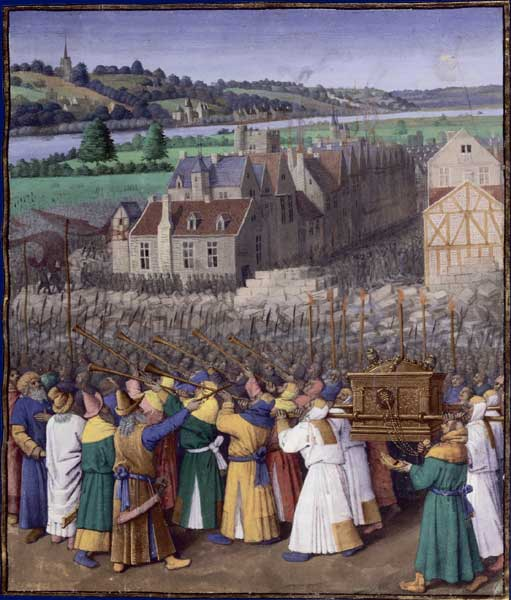
エリコの占領。フラウィウス・ヨセフス著『ユダヤ古代誌』、ジャン・フーケによる挿絵（1470–1475年頃）

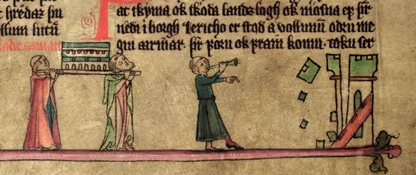
14世紀のアイスランドの写本

エリコの壁（エリコのかべ）は、ヘブライ聖書に書かれているエリコ（イェリコ）の街の城壁である。ウォールズ・オブ・ジェリコ (Walls of Jericho) とも呼ばれる。

## 聖書の記述
モーセの後継者ヨシュアはエリコの街を占領しようとしたが、エリコの人々は城門を堅く閉ざし、誰も出入りすることができなかった。しかし、主の言葉に従い、イスラエルの民が契約の箱を担いで7日間城壁の周りを廻り、角笛を吹くと、その巨大なエリコの城壁が崩れた（『ヨシュア記』6章）。